# Каркаралинка
Каркаралинка, Каркаралы (каз. Қарқаралы) — река в Каркаралинском районе Карагандинской области Казахстана.
Каркаралы обрауется при слиянии рек Большая Каркаралинка (Улькен-Каркаралы) и Малая Каркаралинка (Киши-Каркаралы), начинающихся у восточного подножья Каркаралинских гор и впадает в озеро Карасор, образуя в нижнем течении ряд рукавов. На реке стоит город Каркаралинск.
Длина реки составляет 63 км, площадь водосбора — 676 км². Среднегодовой расход воды, замеренный около села Акжол, составляет 0,033 м³/с. Русло в верхнем течении крутое, в нижнем — пологое. Питание — снеговое и родниковое. Ледостав происходит в ноябре, половодье — в апреле.
Нижнее течение реки проходит по глинистым отложениям, в результате чего вода сильно насыщается солями.
Пойма по берегам реки занята лугами и зарослями ивы.
Река относится к Нура-Сарысускому водохозяйственному бассейну. Вода используется для снабжения города Каркаралинск и прилегающих территорий.